# New York Cosmos 1973
Questa voce raccoglie le informazioni riguardanti i New York Cosmos nelle competizioni ufficiali della stagione 1973.

## Rosa
| N. |                           | Ruolo | Calciatore       |
| -- | ------------------------- | ----- | ---------------- |
| 0  | Polonia (bandiera)        | P     | Bronisław Sularz |
| 1  | Stati Uniti (bandiera)    | P     | Shep Messing     |
| 2  | Inghilterra (bandiera)    | D     | Barry Mahy       |
| 2  | Israele (bandiera)        | D     | Karol Rotner     |
| 3  | Stati Uniti (bandiera)    | A     | Henry McCully    |
| 4  | Stati Uniti (bandiera)    | D     | Werner Roth      |
| 5  | Inghilterra (bandiera)    | D     | Malcolm Dawes    |
| 6  | Canada (bandiera)         | C     | John Kerr        |
| 7  | Irlanda (bandiera)        | A     | Michael Niblock  |
| 8  | Israele (bandiera)        | A     | Reuven Young     |
| 9  | Stati Uniti (bandiera)    | -     | Paul LeSueur     |
| 10 | Cecoslovacchia (bandiera) | A     | Josef Jelínek    |

| N. |                              | Ruolo | Calciatore        |
| -- | ---------------------------- | ----- | ----------------- |
| 11 | Brasile (bandiera)           | A     | Jorge Siega       |
| 12 | Stati Uniti (bandiera)       | A     | Joey Fink         |
| 14 | Inghilterra (bandiera)       | D     | Ralph Wright      |
| 15 | Stati Uniti (bandiera)       | C     | Siegfried Stritzl |
| 16 | Bermuda (bandiera)           | A     | Randy Horton      |
| 18 | Canada (bandiera)            | A     | Tibor Vigh        |
| 19 | Polonia (bandiera)           | D     | Karol Kapciński   |
| 20 | Trinidad e Tobago (bandiera) | A     | Everald Cummings  |
| 22 | Polonia (bandiera)           | D     | Dieter Zajdel     |
| 23 | Inghilterra (bandiera)       | D     | Len Renery        |
| 24 | Inghilterra (bandiera)       | D     | Gordon Bradley    |
| -  | Scozia (bandiera)            | D     | Charlie McCully   |

## Statistiche

### Statistiche di squadra
| Competizione | Punti | Totale | Totale | Totale | Totale | Totale | Totale | ‰ |
| Competizione | Punti | G      | V      | N      | P      | Gf     | Gs     | ‰ |
| ------------ | ----- | ------ | ------ | ------ | ------ | ------ | ------ | - |
| NASL         | -     | 20     | 7      | 7      | 6      | 31     | 24     | - |